# Oswald Gracias
Oswald Gracias, né le 24 décembre 1944 à Mumbai en Inde, est un prêtre catholique indien de l'archidiocèse de Bombay, nommé successivement évêque auxiliaire de Bombay (1997), archevêque d'Agra (2000) et finalement archevêque de Bombay de 2006 à 2025. Il a été créé cardinal en 2007.

## Biographie

### Enfance et études
À la fin de ses études au séminaire de Goregaon (Bombay) Oswald Gracias est ordonné prêtre le 20 décembre 1970 par l'archevêque de Bombay, le cardinal Valerian Gracias. Il est envoyé faire une spécialisation à Rome. Il obtient d'abord une licence en droit canonique à l'Université pontificale urbanienne, et ensuite un doctorat à l'Université pontificale grégorienne.

### Ministère sacerdotal
Gracias a commencé son ministère sacerdotal comme chancelier et secrétaire de l'évêque de Jamshedpur de 1971 à 1976 avant de devenir curé de la paroisse du Sacré-Cœur de Santa Cruz à Bombay.
À son retour de Rome, il a été secrétaire de l'archevêque de Bombay de 1982 à 1986, puis vicaire judiciaire de l'archidiocèse de Bombay de 1988 à 1997. Durant cette période, il a participé à la création des tribunaux matrimoniaux dans divers diocèses de l'Inde.

### Évêque
Nommé évêque auxiliaire de Bombay le 28 juin 1997, Oswald Gracias a été consacré le 16 septembre suivant par l'archevêque de Bombay, le cardinal Ivan Dias. Il a ensuite été nommé archevêque d'Agra (en Inde) avant d'être nommé archevêque de Bombay le 14 octobre 2006 pour succéder au cardinal Dias nommé préfet de la Congrégation pour l'évangélisation des peuples.
Parmi ses différentes responsabilités, il a été consulteur du Conseil pontifical pour l'interprétation des textes législatifs (1997), consulteur du « comité doctrinal » de la Conférence épiscopale indienne (1990-1994), président de la Commission pour le droit canon et les autres textes législatifs  de la Conférence épiscopale (1998) et secrétaire général de la Conférence épiscopale de l'Inde (1998-2002).
Il est actuellement premier vice-président de la Conférence des évêques catholiques d'Inde (BCBI) et président de la Commission pour les communications sociales de cette même conférence.

### Cardinal
Il a été créé cardinal par le pape Benoît XVI lors du consistoire du 24 novembre 2007 avec le titre de cardinal-prêtre de San Paolo della Croce a Corviale.
Il aurait dû présider le synode sur la parole de Dieu d'octobre 2008 mais, « indisposé », il a été remplacé par le cardinal George Pell le 9 septembre.
Il participe au conclave de 2013 qui élit François. Le 13 avril 2013, le nouveau pape constitue un groupe de neuf prélats issus de tous les continents, chargés de l'épauler dans la réforme de la Curie romaine et la révision de la constitution apostolique Pastor Bonus. Pour l'Asie, c'est le cardinal Gracias qui est choisi.
Le 9 septembre 2014 il est nommé par le pape « père synodal » pour la troisième assemblée générale extraordinaire du synode des évêques sur la famille se déroulant du 5 au 19 octobre, en qualité de membre du conseil ordinaire du synode des évêques.
Il atteint l'âge de 80 ans le 24 décembre 2024, l'empêchant de prendre part au prochain conclave. Un mois plus tard, le 25 janvier 2025, le pape François accepte sa démission de ses fonctions d'archevêque de Bombay pour raison d'âge. Son coadjuteur, John Rodrigues (en) lui succède.

## Succession apostolique
Oswald Gracias a ordonné les évêques suivants :
- Archevêque Felix Anthony Machado (en) (2008)
- Évêque Henry D'Souza (de) (2008)
- Archevêque Elias Joseph Gonsalves (en) (2012)
- Archevêque Udumala Bala Showreddy (en) (2013)
- Évêque Savio Dominic Fernandes (de) (2013)
- Archevêque John Rodrigues (en) (2013)
- Évêque Barthol Barretto (de) (2017)
- Évêque Allwyn D'Silva (de) (2017)
- Évêque Joseph Thykkattil (de) (2019)
- Évêque Sebastião Mascarenhas (de), S.F.X. (en) (2023)
- Évêque Joseph Kallarackal (de) (2023)
- Évêque Louis Mascarenhas (de) (2023)
- Évêque Malcolm Sequeira (de) (2024)
- Évêque Bhaskar Jesuraj (de) (2024)
- Évêque Bernard Lancy Pinto (de) (2024)
- Évêque Thomas Francis D'Souza (de) (2024)